# جوایز فیلم منتخب منتقدان
جوایز منتخب منتقدان (به انگلیسی: Critics' Choice Movie Awards) که قبلاً به عنوان جایزه انجمن منتقدان پخش فیلم شناخته می‌شد، یک مراسم اهدای جوایز است که سالانه توسط انجمن منتخب منتقدان آمریکایی-کانادایی برای تجلیل از بهترین دستاوردهای سینمایی برگزار می‌شود. فهرست نامزدهای هر دوره در یک هفته به رای‌گیری گذاشته شده و نامزدهای نهایی در ماه دسامبر اعلام می‌شوند. سپس برندگان در مراسم جوایز منتخب منتقدان در ماه ژانویه مشخص خواهند شد.

## بخش‌ها
- جایزه سینمایی انتخاب منتقدان برای بهترین فیلم
- جایزه سینمایی انتخاب منتقدان برای بهترین نمایشنامه (اقتباسی و غیر اقتباسی)